# Боратав, Пертев Наили
Пертев Наили Боратав (2 сентября 1907, Златоград — 16 марта 1998, Витри-сюр-Сен, Париж) — турецкий писатель и фольклорист, исследователь турецкого фольклора и народной литературы.
В 1927 году окончил Высшую школу в Стамбуле, в 1930 году — факультет турецкого языка и литературы Стамбульского университета. С 1941 по 1944 год издавал в Анкаре литературный журнал Yurt ve dünya (рус. «Родина и мир»). В 1941 году защитил диссертацию о турецких народных сказках и получил право преподавания в университете, в 1948 году стал профессором и возглавил кафедру народной литературы. Однако в том же году эта кафедра была закрыта правительством, а сам Боратав был обвинён в пропаганде коммунистических идей; это вынудило его эмигрировать за границу. Боратав жил в Германии, Франции и США; в США он стал основателем кафедры Турции в Стэнфордском университете. Большую часть своей эмигрантской жизни провёл во Франции, работал в Центре научных исследований и умер в Париже.
Собранный им материал насчитывает более 2000 народных сказок, 40 легенд, большое количество народных песен, анекдотов, описаний детских игр и так далее. За свою жизнь получил несколько премий, в том числе от Центра научных исследований Франции и министерства культуры Турции.